# Сонячний спалах

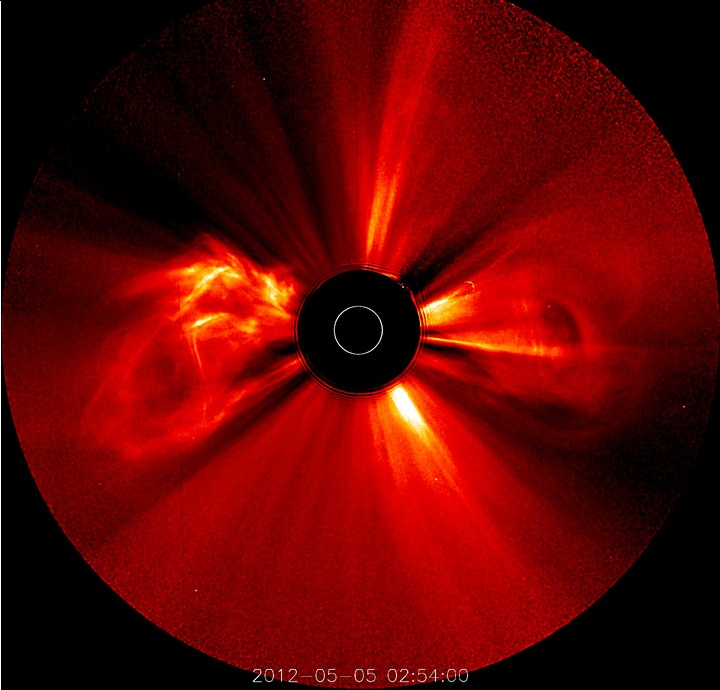
Сонячний спалах зареєстрований коронографом STEREO (Ahead) (НАСА) 5 травня 2012 р. На світлині розташування Сонця позначено білим кільцем. Чорний диск блокує випромінювання безпосередньо від Сонця та від його ближньої корони й дає можливість бачити детальну структуру сонячного спалаху.

Со́нячний спа́лах — це інтенсивні сплески електромагнітного випромінювання з плям на Сонці, які вивільняють величезну енергію за короткі проміжки часу, що поширюється зі швидкістю світла, впливаючи на верхні шари атмосфери та іоносфери Землі протягом декількох хвилин. Спалахи охоплюють усі шари сонячної атмосфери: фотосферу, хромосферу і корону Сонця. Варто зазначити, що сонячні спалахи та корональні викиди маси є різними й незалежними проявами сонячної активності.
Тривалість імпульсної фази сонячних спалахів зазвичай не перевищує декількох хвилин, а кількість енергії, що вивільняється за цей час може сягати мільярдів мегатонн у тротиловому еквіваленті.

## Спостереження спалахів у різних діапазонах енергій
Виміри у різних діапазонах довжин хвиль відображають різні процеси у спалахах. Тому кореляція між двома індексами активності спалахів існує лише у статистичному сенсі, тому що для окремих подій один індекс може бути високим, а інший — низьким і навпаки.

### Радіо діапазон

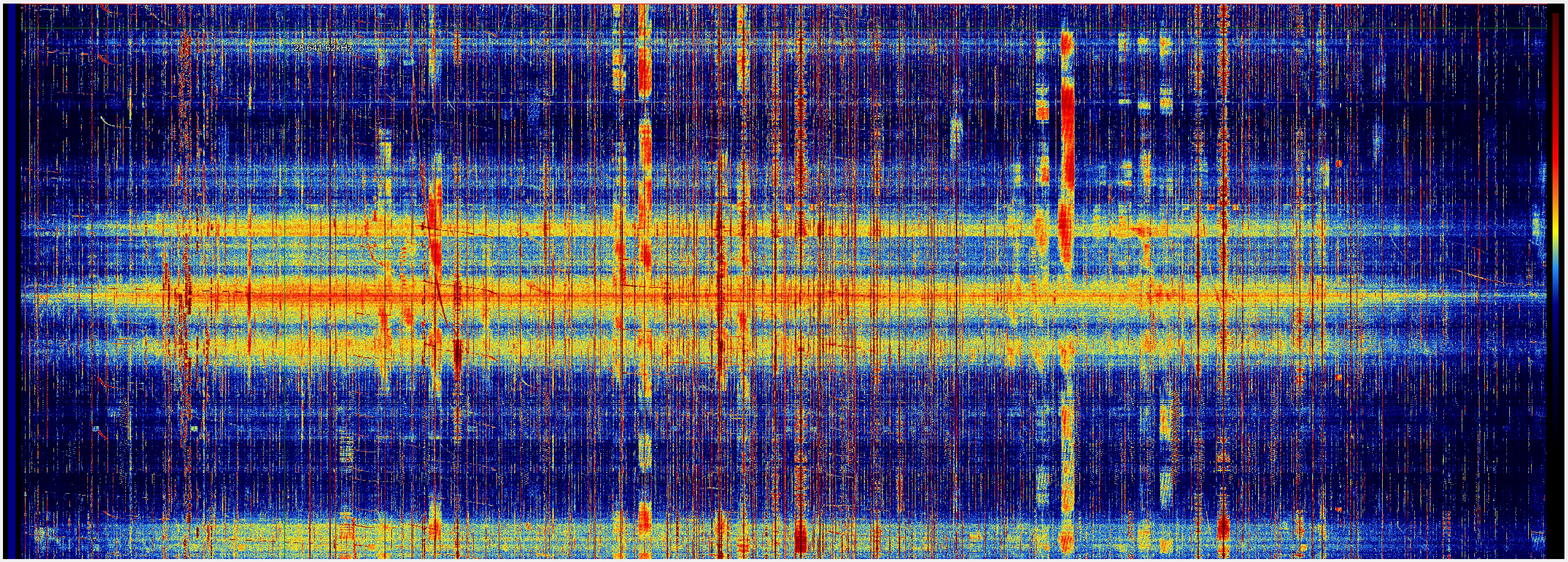
Сонячний спалах, радіостанція

#### I тип
Сплески I типу є найпоширенішим спорадичним явищем у радіодіапазоні (сотні тисячі сплесків в годину під час шумової бурі). Їх характерна особливість полягає в тому, що кожен сплеск виникає і залишається протягом всього часу життя у вузькому частотному інтервалі, ширина якого багато менше частоти радіовипромінювання. Сплески I типу виявляють помітну тенденцію збиратися в групи по 2—3 події. У середньому тривалість 0,6—0,8 с на хвилях 2—4 м. Найчастіше з'являються на метрових хвилях; їх інтенсивність і частота появи зменшуються з переходом в дециметровий діапазон. Це радіовипромінювання пов'язане з плазмовою турбулентністю, яка збуджується в короні над активно еволюціонуючими областями, які містять великі плями.

#### II тип
До II типу належать потужні сплески сонячного радіовипромінювання на метрових хвилях з часом існування на фіксованій частоті близько декількох хвилин або десятків хвилин; ці сплески виникають спочатку на високих частотах, а потім у процесі розвитку сплеску його спектральні особливості (максимум інтенсивності та ін.) пересуваються в бік нижчих частот зі швидкістю до 1 МГц/сек (зазвичай близько 0,25 МГц/сек на довжині хвилі 3 м), так що в цілому подія цього типа охоплює діапазон шириною до сотень МГц.
Сплески II типу — одні з найрідкісніших подій у радіовипромінюванні Сонця. Навіть у період максимуму сонячної активності за кожних 50—100 годин спостережень виявляється в середньому лише один сплеск цього типу. Їх тривалість приблизно 5—30 хв, а діапазон частот 200—30 МГц. Радіосплески II типу пов'язують з дуже сильними спалахами на Сонці. Сплеск породжується ударною хвилею, яка рухається із швидкістю V~108 см/с. Ударна хвиля виникає в результаті розширення газу під час сильного спалаху. На фронті цієї хвилі утворюються плазмові хвилі. Потім вони частково перетворюються на електромагнітні хвилі. Для сплесків II типу характерне випромінювання на двох гармоніках. При поширенні в міжпланетному просторі спалахова ударна хвиля продовжує генерувати радіосплеск II типу на хвилях гектаметрового і кілометрового діапазонів.

#### III тип
За відсутності шумових бур I типу більшість досить інтенсивних сплесків сонячного радіовипромінювання в метровому діапазоні належить до III спектрального типу. Динамічні спектри цієї спорадичної компоненти, у загальних рисах аналогічні спектрам сплесків II типу. Їх характерною особливістю є те, що частота радіовипромінювання змінюється з часом, причому в кожен момент часу воно відстежується одразу на двох частотах (гармоніках), що відносяться як 2:1. Сплеск починається на частоті близько 500 Мгц, а потім частоти його обох гармонік швидко зменшуються, приблизно на 20 МГц за 1 с. Увесь сплеск триває близько 10 с. Радіосплески III типу створюються потоком частинок, які викинуто спалахом і які рухаються через корону зі швидкістю ~0,3 с. Потік збуджує коливання плазми (плазмові хвилі) на частоті, яка визначається електронною щільністю в тому місці корони, де потік перебуває. А оскільки електронна щільність зменшується із віддаленням від поверхні Сонця, то рух потоку супроводжується плавним зменшенням частоти плазмових хвиль. Частина енергії цих хвиль може перетворюватися на електромагнітні хвилі з тією ж або подвоєною частотою, які реєструються на Землі у вигляді радіосплесків III типу з двома гармоніками.

#### IV тип
Радіосплесками IV типу називають широкодіапазонне випромінювання, що відрізняється досить плавним ходом інтенсивності (без помітних коливань рівня випромінювання типа короткочасних сплесків або з досить слабкими флуктуаціями). Спостерігаються як у дециметровому, так і в метровому діапазонах, але зазвичай події такого типа відбуваються на частотах нижче 200 МГц /Schwenn/. Радіовипромінювання IV типу генерується субрелятивістськими електронами в щільних хмарах плазми з власним магнітним полем, які виносяться у верхні шари корони. Зазвичай джерела радіовипромінювання IV типа підіймаються в короні зі швидкістю приблизно декілька сотень км/с і відстежуються до висот сонячних радіусів над фотосферою. Тривалість — декілька годин.

### Оптичний діапазон
Енергію спалаху традиційно визначають у видимому діапазоні електромагнітних хвиль за добутком площі світіння в лінії випромінювання водню Нα, що характеризує нагрів нижньої хромосфери, на яскравість цього світіння, пов'язану з потужністю джерела.

### Рентгенівський діапазон
Впродовж останніх років застосовують також класифікацію, яка базується на патрульних однорідних вимірах на ШСЗ, головним чином на GOES, амплітуди теплового рентгенівського спалаху в діапазоні енергій 0,5—10 кеВ (довжина хвилі 0,5—8 ангстрем). Класифікацію було запропоновано 1970 року Д. Бейкером і початково будувалася на вимірах супутників «Solrad». За цією класифікацією спалаху присвоюється бал — позначення з латинської літери і індексу за нею. Літера може бути А, В, С, М або Х залежно від величини піка інтенсивності рентгенівського випромінювання спалаху:
| Літера | Інтенсивність у піку (Вт/м²) |
| ------ | ---------------------------- |
| A      | менше 10−7                   |
| B      | від 1,0×10−7 до 10−6         |
| C      | від 1,0×10−6 до 10−5         |
| M      | від 1,0×10−5 до 10−4         |
| X      | більше 10−4                  |

Індекс уточнює значення інтенсивності спалаху і може бути від 1,0 до 9,9 для літер А, В, С та М і більше — для літери Х. Так, наприклад, спалах 12 лютого 2010 року, що мав бал М8,3, відповідає піковій інтенсивності 8,3×10−5 Вт/м². Найпотужнішому спалаху серед зареєстрованих з 1976 по 2010 роки, який стався 4 листопада 2003 року, було присвоєно бал Х28 — пікова інтенсивність його рентгенівського випромінювання становила 28×10−4 Вт/м². Слід зауважити, що рентгенівське випромінювання Сонця повністю поглинається атмосферою Землі і його реєстрація стала можливою лише після запуску ШСЗ з відповідною апаратурою, а, отже, дані про інтенсивність рентгенівського випромінювання сонячних спалахів до 1957 року — відсутні.

## Причини виникнення
Сонячні спалахи зазвичай відбуваються у місцях взаємодії сонячних плям протилежної магнітної полярності або поблизу нейтральної лінії магнітного поля, що відокремлює ділянки північної та південної полярності. Частота і потужність сонячних спалахів залежать від фази сонячного циклу.

## Ефекти

### Атмосферні
Рентгенівські промені та екстремальне ультрафіолетове випромінювання поглинаються денною стороною земної атмосфери й не досягають поверхні Землі. Тому зазвичай сонячні спалахи не становлять прямої небезпеки для людей на планеті. Однак подібне поглинання високоенергетичного електромагнітного випромінювання інколи тимчасово збільшує іонізацію верхніх шарів атмосфери, що може заважати короткохвильовому радіозв’язку, а також нагріти та розширити зовнішню атмосферу Землі. Таке розширення порушує рух ШСЗ на низькій навколоземній орбіті, що з часом може призвести до їх орбітального розпаду.

### Відімкнення радіо
Тимчасове збільшення іонізації денної сторони атмосфери Землі, зокрема шару D іоносфери, може заважати короткохвильовому радіозв’язку. Коли іонізація вища за норму, якість радіохвиль погіршуються або вони повністю поглинаються через втрату енергії від частіших зіткнень із вільними електронами
Рівень іонізації атмосфери корелює з силою сонячного спалаху. Національне управління океанічних і атмосферних досліджень класифікує радіовідключення за піковою інтенсивністю м’якого рентгенівського випромінювання, пов’язаного зі спалахом, таким чином:
| Класифікація | Тип сонячного спалаху | Характеристика                |
| ------------ | --------------------- | ----------------------------- |
| R1           | M1                    | Незначне радіовідключення     |
| R2           | M5                    | Помірне радіовідключення      |
| R3           | X1                    | Сильне радіовідключення       |
| R4           | X10                   | Інтенсивне радіовідключення   |
| R5           | X20                   | Екстремальне радіовідключення |